# Museum Peschawar

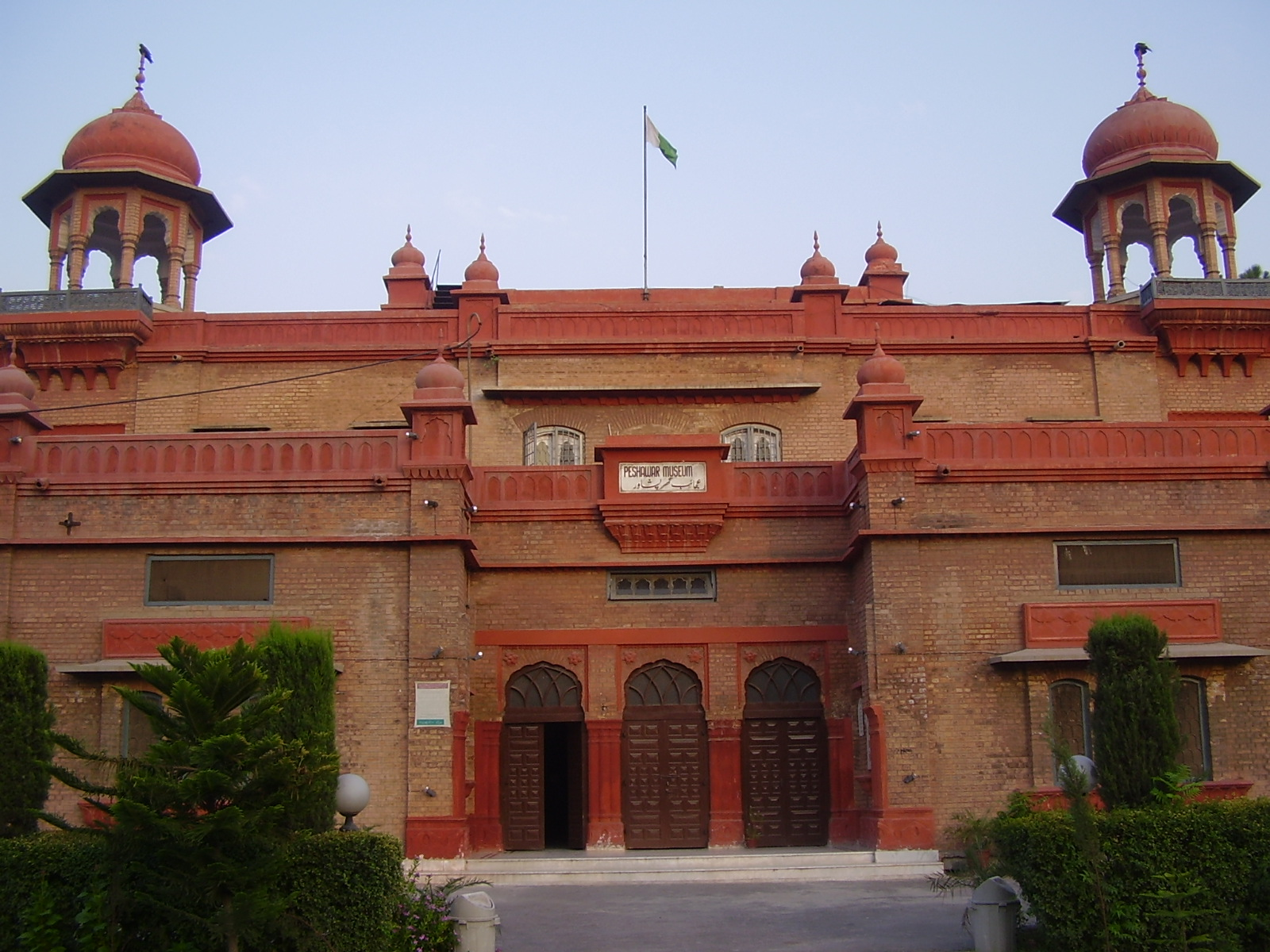
Peschawar Museum

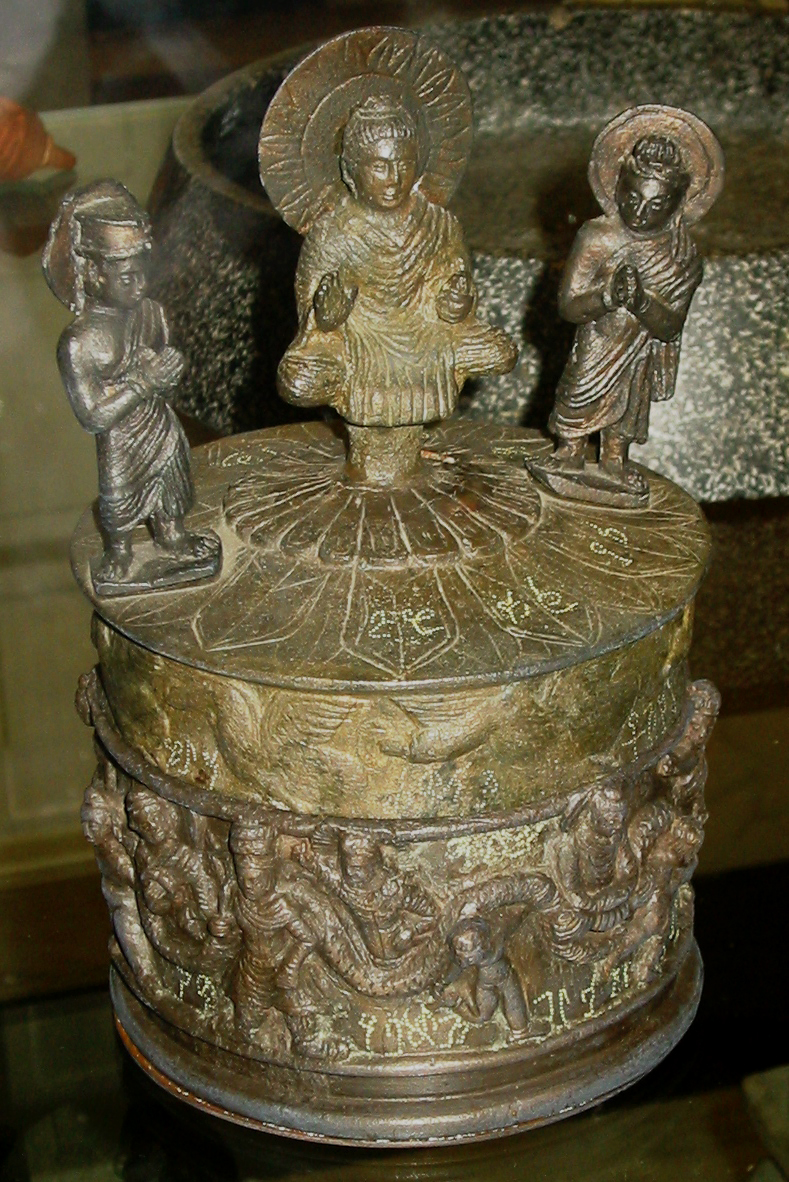
Kanischka-Reliquiar (um 150 n. Chr.)

Das Museum Peschawar (Urdu: پشاور متحف) ist ein Museum in der pakistanischen Stadt Peschawar. Das unter britischer Leitung im indo-islamischen Stil erbaute und im Jahr 1907 eingeweihte Museum widmet sich der Geschichte und dem kulturellen Erbe der verschiedenen Regionen Nordpakistans. Weitere Anbauten kamen in den Jahren 1969/70 und 1974/75 hinzu.

## Sammlung
Gandhara-Kunst
Wichtigste Teile der Museumssammlung sind Artefakte (Münzen, Skulpturen etc.) der Gandharakultur – darunter auch das um das Jahr 150 n. Chr. gefertigte Kanischka-Reliquiar mit einer der ältesten bekannten Darstellungen Buddhas.
Islamische Kunst
Ein weiterer Schwerpunkt liegt auf der islamischen Kunst des Mittelalters und der Neuzeit.
Ethnologische Abteilung
Die ethnologische Abteilung widmet sich den Trachten, Werkzeugen, Waffen und Gebräuchen der verschiedenen Volksgruppen Nordpakistans (darunter auch den Totenfiguren etc. des Kalasha-Stammes).
Iranische Abteilung
Eine Schenkung aus dem Jahr 2003 hatte die Einrichtung einer iranischen Abteilung zur Folge.